# Unutarčeljusnici
Unutarusti (unutarčeljusnici; Entognatha), razred beskrilnih člankonožaca (Arthropoda) iz potkoljena šesteronožaca (Hexapoda) koji se sastoji od tri reda: 
- a. skokuni ili Collembola s velikim porodicama Actaletoidea, Dicyrtomoidea, Entomobryoidea, Hypogastruroidea, Isotomoidea, Katiannoidea, Neanuroidea, Onychiuroidea, Poduroidea, Sminthurididoidea, Sminthuroidea i Tomoceroidea, i porodicom Neelidae;
- b. bezrepci ili Protura s porodicama Acerentomidae, Antelientomidae, Eosentomidae, Fujientomidae, Hesperentomidae, Protentomidae i Sinentomidae; i
- c.  dvorepci ili entotropha (Diplura) s velikim porodicama Campodeoidea, Japygoidea i Projapygoidea;.[1]

Entognatha imaju šest nogu prema čemu s insektima (kukcima) čine podkraljevstvo Hexapoda. Collembola i protura se dosta razlikuju po nekim značajkama kojih nema kod Diplura (entotropha).